# Ivan Pace Jr.
Ivan Pace Jr. (Cincinnati, 16 dicembre 2000) è un giocatore di football americano statunitense che milita nel ruolo di linebacker per i Minnesota Vikings della National Football League (NFL).

## Carriera

### Minnesota Vikings
Al college Pace giocò a football all'Università di Miami in Ohio (2018-2021) e all'Università di Cincinnati (2022), dove nell'ultima stagione fu premiato unanimemente come All-American e vinse il premio di difensore dell'anno della American Athletic Conference. Dopo non essere stato scelto nel Draft NFL 2023 firmò con i Minnesota Vikings. Il 29 agosto fu annunciato che era riuscito a entrare nei 53 uomini del roster per l'inizio della stagione regolare. Debuttò come professionista subentrando nella gara del primo turno contro i Tampa Bay Buccaneers mettendo a segno 8 tackle. La settimana successiva disputò la prima partita come titolare contro i Philadelphia Eagles mettendo a referto 5 placcaggi e 0,5 sack. Nel quattordicesimo turno mise a segno 13 tackle, un sack, un intercetto e un passaggio deviato nella vittoria sui Las Vegas Raiders, venendo premiato come miglior difensore della NFC della settimana. La sua prima stagione si chiuse con 102 tackle, 2,5 sack e un intercetto disputando tutte le 17 partite, di cui 11 come titolare, venendo inserito nella formazione ideale dei rookie dalla Pro Football Writers of America.

## Palmarès
- Difensore della NFC della settimana: 1

14ª del 2023
- PFWA All-Rookie Team - 2023